# Cherubim and Seraphim Society
Die Cherubim and Seraphim Society (Cherubim und Seraphim Gesellschaft) ist eine vor allem in Nigeria und Westafrika verbreitete christliche Religionsgemeinschaft, die der Gruppe der Aladura-Kirchen zugeordnet wird.

## Geschichte
Die Geschichte der Cherubim and Seraphim Society (abgekürzt C & S) begann im Jahre 1925 mit einer Vision der siebzehnjährigen Nigerianerin Abiodun Akinsowan, in welcher sie durch Engel unterrichtet worden sei, eine eigene christliche Gemeinschaft zu gründen. Gemeinsam mit dem Prediger Moses Orimolade Tunolase, dem es gelang, Akinsowan aus einer wochenlangen Trance zu befreien, gründete sie einen Gebetskreis innerhalb der Church Mission Society, der Missionsgemeinde der anglikanischen Kirche, der sie damals angehörte. Diese Gemeinschaft, die 1926 den Namen "Cherubim and Seraphim Society" erhielt, hatte sich der christlichen Mission und dem Gebetsbeistand, vor allem für sich unter spiritueller Verfolgung wähnende Familien verschrieben. Akinsowan, später Abiodun Emmanuel, unternahm ausgedehnte Reisen mit Tunolase in Westnigeria, auf denen sie missionierten und Exorzismen gegen Hexen und Dämonen durchführten.
1926 verließ die Cherubim and Seraphim Society die Church Missionary Society und wurde zu einer eigenständigen Kirche. Nachdem es Anfang 1929 zum Bruch zwischen Emmanuel und Tunolase gekommen war, spaltete sich die Kirche, wobei der Flügel unter Emmanuel den Namen Cherubim and Seraphim Society beibehielt. Die Fraktion unter Tunolase nannte sich fortan Ita Balogun Praying Band of Cherubim and Seraphim und ist heute mit rund 400 Kongregationen die mitgliederstärkste Denomination. In den 1960er Jahren kam es erneut zu Spaltungen innerhalb der von „Captain“ Abiodun Emmanuel geführten Gruppe, die zu einer Aufsplitterung in 52 Kirchen führte. Emmanuel gelang es 49 dieser Kirchen wieder unter ihrer Leitung zu vereinigen, doch der organisatorische Zusammenhang der Cherubim and Seraphim muss heute eher locker genannt werden.
Erfolgreich sind die C&S Kirchen vor allem im Kontext der Yorubakultur Nigerias und Benins, auf die sie sich in ihrer Glaubenspraxis in mancherlei Weise beziehen. Kongregationen existieren ebenso in Togo, Ghana, Elfenbeinküste, sowie in den afrikanischen Immigrantengemeinden Großbritanniens und der USA. Innerhalb des Ondo-Bundesstaates in Nigeria sind die C&S Kirchen heute die stärkste christliche Denomination.
Einzelne C&S Kirchen bilden immer wieder utopische Gemeinschaften nach dem Vorbild der in der Apostelgeschichte des Lukas beschriebenen Urgemeinde (Kapitel 2,42-47), mit Gütergemeinschaft und gemeinschaftlichen Mahlzeiten. Die bekannteste Gemeinschaft dieser Art ist die 1947 gegründete Aiyetoro Community in der Ilaje-Region, an der Küste des Ondo-Staates, die sich als eine Gemeinschaft der „Mount Zion Church“ (einer Abspaltung der C&S) zusammenfand und heute an die 30.000 Mitglieder zählt.
Die fünf Hauptzweige der C&S Kirchen sind heute:
- Eternal Sacred Order of the Seraphim and Cherubim
- Cherubim and Seraphim Society
- Praying Band
- Cherubim and Seraphim Movement
- Holy Order of Cherubim and Seraphim

## Kult und Glaubenspraxis
Die Gottesdienstordnung kann als eine aufgelockerte anglikanische Liturgie bezeichnet werden, die vermischt ist mit Elementen, deren Ursprünge in den Kultpraktiken der Yorubareligion liegen. Die strenge Abfolge der Liturgie wird in den Gottesdiensten immer wieder durch ekstatische Visionen von Propheten oder Prophetinnen unterbrochen, die Mitteilungen an einzelne Gemeindeglieder, die gesamte Gemeinde, oder eine größere Öffentlichkeit weitergeben.
Wie der Name der Kirche schon vermuten lässt spielen dort Engel eine bedeutende Rolle, die als himmlische Wegweiser und Beschützer oft angerufen werden. Allen voran steht die Verehrung des Erzengels Michael. Einen wichtigen Platz im Kult der Cherubim und Seraphim nimmt der Kult um die Bundeslade ein, in deren Besitz sich die Kirche wähnt. Abiodun Emmanuel soll sie durch eine Offenbarung himmlischer Mächte gefunden haben.
Charakteristisch für die äußere Erscheinung ist die weiße Kleidung, die ähnlich den anglikanischen Priestergewändern während der Gottesdienste, nun aber von der gesamten Gemeinde getragen wird. Damit soll einerseits die protestantische Idee des allgemeinen Priestertums unterstrichen, andererseits, gemäß Offb 7,9 , die Erwähltheit vor Gott angezeigt werden. Gleichzeitig erinnert die weiße Kleidung aber auch an bestimmte vorchristliche Reinigungskulte der Yoruba, so z. B. den Oshun-Kult, dessen Anhänger ebenso wie die Cherubim und Seraphim Gemeinde eine enge Beziehung zum Wasser als einem heilenden und reinigenden Element haben.
Mitglieder der Cherubim und Seraphim Kirchen räumen dem Gebet eine zentrale Stellung in ihrer Frömmigkeit ein. Das aktive Gebet, nicht ein ausdrucksloser Glaube, oder der Empfang der klassischen Sakramente wird als Schlüssel persönlichen und gemeinschaftlichen Heils angesehen. Der Glaube wird erst durch das Gebet aktiviert. Ein Glaube, dem nicht durch eine bestimmte Form des Betens Ausdruck verliehen wird, ist unwirksam, mitunter kein Glaube. Die Anhänger glauben ferner, dass ihnen durch bestimmte geweihte Gegenstände Glück und Segen, Heilung und Schutz vor dämonischen Mächten zuteilwird. Charakteristischerweise handelt es sich bei diesen Gegenständen oft um westliche Konsum- und Luxusgüter wie Seife und Parfüm. Die Weihe wird in der Regel durch Gebete von Propheten vollzogen, die auch bestimmen, welcher Art die Gegenstände sein sollen und wie die Gläubigen damit zu verfahren haben. In der Regel wird den Gläubigen auferlegt, die Benutzung der geweihten Gegenstände mit Gebeten, manchmal mit Fasten zu begleiten. Auf diese Weise soll der Verdacht zerstreut werden, der Glaube der Cherubim und Seraphim Anhänger bewege sich in rein magischen Kategorien, in welchen nicht qualifizierbare Kraftübertragungen ohne die vermittelnde Macht des betenden Wortes möglich seien.
Die Dienste der Propheten sind auch bei Nichtmitgliedern der Kirche sehr gefragt. Sie ersetzen als Heiler und Seher die traditionellen Babalawos, die Schamanen, von denen sie sich zugleich entschieden abgrenzen. In der religiösen Praxis spielen die Propheten eine wesentlich größere Rolle als die Priester, die, wenn sie nicht zugleich auch Propheten sind, durch das Zelebrieren der Liturgie und durch Predigt lediglich dazu beitragen, die Propheten zu inspirieren und in einen visionsempfänglichen Zustand zu versetzen.
Sehr verbreitet ist die Furcht vor dämonischen Mächten, Hexen und Zauberern, deren Angriffen sich Cherubim und Seraphim Anhänger ununterbrochen ausgesetzt sehen. Diese sehen sie vielfach in den traditionellen Kulten der Yoruba wirksam, von deren spiritueller, allerdings satanischer Macht sie fest überzeugt sind. Die Kirche behauptet, sämtliche bösen Geister beim Namen zu kennen und deren Macht durch Gebete brechen zu können. Dabei wird der Vorwurf des Satanismus nicht undifferenziert gegen sämtliche heidnischen Kulte erhoben, sondern manchen Kulten und Magiern wird zugebilligt, unwissentlich Diener Gottes zu sein. Nichtsdestoweniger gehören Mission und Exorzismus zu den charakteristischen Merkmalen dieser Kirche, wobei Prediger und Propheten nach der Art von Wanderpredigern lange Reisen von Ort zu Ort unternehmen.

## Motto
Wenn Gott für uns ist, wer kann gegen uns sein? – Aus dem Brief des Paulus an die Römer, Kapitel 8, Vers 31.